# Біда Дмитро Михайлович
Дми́тро Ми́хайлович Бі́да (4 березня 1919, с. Ясенів, Бродський повіт, Польща (нині — Бродівський район, Львівська область, Україна) — 9 лютого 1979, м. Ленінград) — видатний український радянський флейтист, педагог, основоположник сучасної львівської флейтової школи. Заслужений артист РРФСР (1973).

## Біографія
Народився в селянській родині. Музичні здібності успадкував від матері, яка мала гарний голос та неабияку артистичність. У дитинстві Д. Біда любив імпровізувати, наслідуючи спів пташок, на власноруч зробленій сопілці. У 1935 році він закінчує початкову школу у рідному селі і цього ж року вступає у військову музичну школу при державній консерваторії у м. Катовиці (Польща), яку закінчив 1938 року, і, крім музичної, отримує також середню освіту. Всі 13 предметів, які вивчав Д. Біда, зокрема зі спеціальностей флейта (професор Турковскі), скрипка (професор П'ясецка), фортепіано (професор Скшинська) — відзначені в атестаті про закінчення школи відмінними оцінками.
Друга світова війна змусила Дмитра Михайловича перервати подальше навчання. Він повертається додому, працює на різних роботах: комірником на електростанції, художнім керівником самодіяльності. У квітні 1944 року призваний до лав Радянської Армії та до травня 1946 року перебував на території Польщі та Німеччини, був нагороджений медаллю «За Перемогу над Німеччиною у Великій Вітчизняній війні 1941—1945 роках».
У 1946 році Дмитро Біда вступив одразу на другий курс Львівської державної консерваторії ім. М. В. Лисенка у клас старшого викладача Ф. Прохачова та професора Лекгера. Талант Д. Біди подвоювався величезною працьовитістю: за видатні успіхи у навчанні його нагородили стипендією ім. Миколи Лисенка. Дмитро Біда також добре володів (окрім флейти) скрипкою, фортепіано та усіма дерев'яними духовими інструментами.

## Професійна діяльність

### Львівський період
Виконавська діяльність
Вже з першого року навчання у консерваторії Д. Біда стає солістом симфонічного оркестру Львівської філармонії. В цей період почалася й виконавська діяльність Д. Біди: він виступав як соліст з оркестром Львівської обласної філармонії. У його виконанні львівська публіка мала змогу почути «Концерт № 2» В. А. Моцарта, сюїту Сі-мінор Й. С. Баха, Фантазію на 2 українські теми Миколи Лисенка.
Педагогічна діяльність
У 1949 році починає працювати викладачем у музичному училищі та спеціальнній музичній школі-інтернаті ім. Соломії Крушельницької, а 1951 року — старшим викладачем у Львівській консерваторії. Попри те, що Д. Біда працював у навчальних закладах Львова лише 7 років, основи сучасної львівської школи флейтової гри заклав саме він. Його учнями були відомі львівські музиканти і педагоги Юрій Смірнов (1928 — 1995, доцент Вищого державного музичного інституту ім. М. В. Лисенка), Іван Левкович (1936 — 2008, соліст Львівської філармонії, викладач спеціальної музичної школи-інтернату ім. Соломії Крушельницької).

### Київський період
Від 1957 року Дмитро Михайлович у складі оркестру Київського державного академічного театру опери та балету ім. Т. Шевченка.

### Ленінградський період
У травні 1958 року Дмитро Біда стає солістом (1-й флейтист) заслуженого симфонічного оркестру Ленінградської філармонії під керівництвом знаменитого диригента Євгена Мравінського. Варто зазначити, що лише цей оркестр у Радянському Союзі мав звання «Заслужений». Професійний рівень колективу, зокрема духової групи, був дуже високим. Оркестр постійно гастролював по всьому світу, але реалії того часу зазвичай змушували Д. Біду залишатися вдома: він мав за кордоном близьких родичів, тому був «невиїзним». Замість нього на гастролі їздили регулятори.
Квінтет духових інструментів
У 1953 році, після Празького фестивалю та конкурсу виконавців на духових інструментах, відомий валторніст Віталій Буяновський організував квінтет духових інструментів. Учасниками ансамблю стали лауреати конкурсу Л. Перепьолкін (флейта), В. Курлін (гобой), М. Ізмайлов (кларнет), Л. Печерський (фагот), В. Буяновський (валторна). З часом склад частково змінився, і партію флейти почав виконувати Д. Біда, а партію кларнета — О. Захарін. Квінтет мав багатий репертуар та провадив активну концертну діяльність. Пізніше, за ініціативи В. Буяновського, ансамбль був доповнений невеликим хореографічним колективом.
Діяльність як соліста
У 1961–1977 роках відбулося понад сорок концертів оркестру Ленінградської філармонії, у яких Дмитро Біда був солістом. Серед них — концерт 24 лютого 1967 року, де прозвучало тріо К. М. Вебера для флейти, віолончелі і фортепіано; концерт 19 січня 1970 року, у якому Дмитро Біда виконав усі твори Моцарта для флейти з оркестром (Анданте, Концерт № 1, Концерт № 2 і Концерт для флейти і арфи). 4 жовтня 1968 року, на концерті, присвяченому 60-літтю від дня народження Давида Ойстраха, Д. Біда виступив спільно із цим славетним скрипалем: вони виконали Брандербурзький концерт № 4 Й. С. Баха для флейти, скрипки, клавесина та струнного оркестру.
Педагогічна діяльність
В Ленінграді Д. М. Біда викладав у музичному училищі. Левову частку педагогічного матеріалу Д. Біда знав на пам'ять, тому навчав учнів на власному прикладі. Також Дмитро Біда написав декілька п'єс для флейти тафортепіано.

### Видатні музиканти про Дмитра Біду
Відгук Головного диригента Ленінградської філармонії Євгена Мравінського
|  | «Музиканта, який би відповідав надзвичайно високим, зовсім специфічним вимогам, що ставляться до артистів Заслуженим колективом РСФСР симфонічним оркестром Ленінградської державної філармонії, знайти дуже важко. Особливо це відноситься до осіб, які грають на духових інструментах, які є солістами, — подібно до солістів опери: вони повинні бути талановитими і володіти дуже великою майстерністю. У підсумках багатьох років пошуку, протягом яких нами було організовано декілька конкурсів, керівництво і Художня рада оркестру зупинила свій вибір на обдарованому флейтистові Дмитрі Біді. З того часу Д. Біда пропрацював три роки в оркестрі і довів, що вибравши його, керівництво оркестру не помилилося: невтомний трудівник, який не розлучається зі своїм інструментом, він швидко освоївся в оркестрі, ввійшов в ансамбль, добився визнання як колективу оркестру, так і численної аудиторії. Свобода та віртуозність володіння інструментом поєднуються у Д. Біди з виключною благородністю звука і чудовою манерою виконання. Сьогодні Д. Біда став одним з найцінніших працівників колективу і музикантом, на якого керівництво і колектив оркестру дивиться з симпатією, задоволенням і впевненістю в його майбутньому рості та успіхах!» |

Давид Ойстрах про Дмитра Біду
|  | «Творча діяльність Д. Біди різностороння та цікава. Це один з талановитих і своєрідних майстрів прославленого оркестру. Його гра приносить величезне задоволення. Свобода та віртуозність володіння інструментом поєднуються з винятковою свіжістю, чистотою звука і чудовою манерою виконання. Мені довелось диригувати Концертом № 1 (До мажор) Моцарта для флейти та арфи з оркестром. Д. Біда не лише володів блискучою технікою гри, але й показав, з яким натхненням і мудрістю потрібно грати музику Моцарта. Доказом великого таланту можуть послужити його записи на платівках концертів Антоніо Вівальді, Артура Онеґґера, октету Стравінського та ін., в яких так радісно, прозоро, світло звучить флейта Д. Біди — видатного соліста заслуженого колективу». |